# Elena Walendzik
Elena Marie Walendzik (* 1984) ist eine deutsche Amateurboxerin; sie ist sechsfache Deutsche Meisterin, darunter Deutsche Boxmeisterin 2011 im Bantamgewicht, Vize-Europameisterin und qualifizierte sich zur Weltmeisterschaft 2012.

## Leben
Nach der Schule studierte Elena Walendzik Zahnmedizin an der Medizinischen Hochschule Hannover. Es folgte ein Wehrdienst in der Sportfördergruppe der Bundeswehr, u. a. zusammen mit Bianca Schmidt 2010 als Sportsoldatin in der Clausewitz-Kaserne (Nienburg/Weser) Später war sie in der Sportförderkompanie im Olympiastützpunkt Heidelberg stationiert. Waledzik trainierte zunächst bei fit-boxen-Hannover unter Rolf Müller, der sie an das professionelle Boxen heranführte. Um an Meisterschaften teilnehmen zu können, musste sie den Trainer wechseln, trat dem Box-Sport-Klub Hannover-Seelze bei und wurde dort fortan von Arthur Mattheis trainiert. Seit Beendigung ihrer Boxkarriere im Jahr 2013 ist Elena Walendzik in Hannover als Zahnärztin tätig.
Walendzik ist verheiratet und nahm den Nachnamen Loschan an; sie ernährt sich vegetarisch.

## Sportliche Leistungen
Der DBV vermeldet, dass im August 2008 bei den Europameisterschaften in Liverpool Elena Walendzik (BSK Seelze), Pinar Yilmaz (ASV Wuppertal) und Ulrike Brückner (MTV München) Bronze holten. Walendzik gewann 2011 die deutsche Meisterschaft im Finale gegen Ornella Wahner nach Punkten (11:13). 2012 nahm Walendzik an der Box-WM der Frauen im chinesischen Qinhuangdao teil, konnte jedoch keine Medaille erringen. Im Herbst 2012 bestritt Walendzik noch drei Kämpfe für den DBV in Südafrika und wurde als beste Boxerin und beste Technikerin geehrt. Sie beendete mit 60 Kämpfen ihre Karriere als Boxerin.

„Die Vize-Europameisterin gilt als eleganteste Boxerin der Republik“

## Erfolge (Auswahl)
- 2007: 6. European Womens Championships - Vejle. 52 kg, Saliha Ouchen FRA vs. Elena Walendzik GER 17:4 (Achtelfinale)
- 2008: 6. German Womens Championships - Eichstätt. 52 kg, Elena Walendzik GER vs. Juliane Nietsch GER 15:4 (Finale)
- 2009: 7. German Womens Championships - Görwihl. 51 kg, Elena Walendzik GER vs. Angy Zanggl GER 12:1 (Finale)
- 2010: 41. Grand Prix - Ústí. 51 kg, Jaina Shekerbekova KZK vs. Elena Walendzik GER 6:1 (Semifinale)
- 2011: 8. European Women Championships - Rotterdam. 54 kg, Elena Saveleva RUS vs. Elena Walendzik GER 19:8 (Viertelfinale)
- 2011: 9. German Womens Championships - Straubing 54 kg, Elena Walendzik vs. Ornella Wahner 13:11 (Finale)
- 2012: 7. AIBA World Women's Championships - Qinhuangdao. 54 kg Alexandra Kuleshova RUS vs. Elena Walendzik GER 18:9 (Achtelfinale)